# HK Liepājas Metalurgs
Der HK Liepājas Metalurgs war die 1998 gegründete Eishockeyabteilung des SK Liepājas Metalurgs der Stadt Liepāja (Libau) in Lettland, die ihre Heimspiele in der Olimpiskā ledus halle austrug.

## Geschichte
Ab 1999 nahm der Verein an der lettischen Eishockeyliga teil und konnte sieben Mal die lettische Meisterschaft feiern. Parallel zum Spielbetrieb in der lettischen Liga nahm die erste Mannschaft des Vereins zwischen 1998 und 2004 auch an der East European Hockey League teil. In der Spielzeit 2001/02 erreichte der HK Liepājas Metalurgs die Meisterschaft der EEHL, als man im Playoff-Finale den HK Riga 2000 in fünf Partien mit 3:2 bezwang. Nach Auflösung der EEHL 2004 wurden die beiden lettischen Klubs in die offene belarussische Meisterschaft aufgenommen.
Aufgrund der Schließung der belarussischen Liga gehörte Liepājas Metalurgs zwischen 2006 und 2008 ausschließlich der Samsung premjerlīga, wie die höchste lettische Spielklasse seit 2006 heißt, an. Seit im Sommer 2008 aus der geschlossenen belarussischen Liga wieder eine offene Meisterschaft wurde, nimmt der Verein wieder an dieser teil. Die zweite Mannschaft des Vereins wird weiter dafür in der lettischen Eishockeyliga spielen, während die erste Mannschaft für die Playoffs der lettischen Meisterschaft gesetzt ist. Die erste Mannschaft des HK Liepājas Metalurgs wurde zeitweise von Wladimir Golubowitsch trainiert, der auch Cheftrainer der ukrainischen Nationalmannschaft war. Im November 2012 geriet der Verein nach der Insolvenz des Hauptsponsors Metalurgs Liepājas in finanzielle Probleme und zog seine Mannschaften vor der Saison 2013/14 aus der Extraliga und der Molodjoschnaja Chokkeinaja Liga B zurück. In der Folge wurde auch der Spielbetrieb in der lettischen Eishockeyliga eingestellt und der Verein aufgelöst.
Als Nachfolgeverein gründete sich 2014 der HK Liepāja.

## Erfolge
- Lettischer Meister: 2000, 2002, 2003, 2008, 2009, 2011, 2012
- Vizemeister der lettischen Liga 2001 und 2006
- Meister der EEHL 2002
- Lettischer Pokalsieger 2007 und 2008

## Platzierungen
Baltische Liga2000/01 – 1. Platz
| Saison  | Platzierung |
| ------- | ----------- |
| 1999/00 | 1. Platz    |
| 2000/01 | 2. Platz    |
| 2001/02 | 1. Platz    |
| 2002/03 | 1. Platz    |
| 2003/04 | 3. Platz    |
| 2004/05 | 3. Platz    |
| 2005/06 | 2. Platz    |
| 2006/07 | 3. Platz    |
| 2007/08 | 1. Platz    |
| 2008/09 | 1. Platz    |
| 2009/10 | 2. Platz    |
| 2010/11 | 1. Platz    |
| 2011/12 | 1. Platz    |
| 2012/13 | 3. Platz    |

| Saison    | Platzierung |
| --------- | ----------- |
| 1998/99   | 4. Platz    |
| 1999/2000 | 3. Platz    |
| 2000/01   | 5. Platz    |
| 2001/02   | 1. Platz    |
| 2002/03   | 5. Platz    |
| 2003/04   | 6. Platz    |

| Saison  | Platzierung |
| ------- | ----------- |
| 2004/05 | 7. Platz    |
| 2005/06 | 10. Platz   |
| 2008/09 | 8. Platz    |
| 2010/11 | 6. Platz    |
| 2011/12 | 7. Platz    |
| 2012/13 | 5. Platz    |

| Saison  | Platzierung  |
| ------- | ------------ |
| 1998    | Zweite Runde |
| 1999    | Zweite Runde |
| 2000/01 | Zweite Runde |
| 2001/02 | Erste Runde  |
| 2002/03 | Zweite Runde |
| 2003/04 | Zweite Runde |
| 2008/09 | Zweite Runde |

## Bekannte ehemalige Spieler
- Arvīds Reķis
- Edgars Masaļskis
- Vladimirs Mamonovs
- Jurij Nawarenko
- Jēkabs Rēdlihs
- Krišjānis Rēdlihs
- Aleksejs Širokovs